# Daytona Beach
Daytona Beach è un comune degli Stati Uniti d'America, nella contea di Volusia, nella costa atlantica dello Stato della Florida.
La città è conosciuta per gli eventi motoristici, ospita infatti il "Daytona International Speedway" e il vecchio "Daytona Beach Road Course", e oggi grandi gruppi di turisti e appassionati raggiungono la città per vari eventi, in particolare gli Speedweeks a inizio febbraio dove più di 200 000 fan del campionato NASCAR si riuniscono per partecipare al season-opening Daytona 500. Altri eventi importanti sono la NASCAR Pepsi 400 race in luglio, la Bike week in marzo, il Biketoberfest in ottobre e il Black College Reunion in marzo e aprile.
Nel passato Daytona era un punto di ritrovo per spring breakers, per essere sostituita da altri siti, come Panama City.
Numerosi film sono stati girati sulla popolare spiaggia, tra cui Thunder Alley di Richard Rush.

## Amministrazione

### Gemellaggi
- Bayonne, dal 1997[1]

## Cultura

### Eventi
Tra il dicembre 2005 e il dicembre 2007 ebbe luogo la vicenda del killer di Daytona Beach.